# Леонтій Свічка
Леонтій Назарович Свічка (близько 1615 — †5 серпня 1699) — український державний та військовий діяч у добу Гетьманщини, лубенський полковий суддя, полковник Лубенського полку Війська Запорозького. 

## Біографія
Вперше згадується в архівах 1645 року, коли був призначеним полковим осавулом Лубенського полку. Був ним у 1645—1666 роках, а потім 1670-1680-х роках. 
1688 року був призначений полковником Лубенського полку. Саме тоді родини Свічок і Мазеп породичалися. Відомо, що син лубенського полковника Лук’ян узяв за дружину Євфимію, дочку смілянського сотника Василя Громики (1687—1695). Останній був одружений на падчерці Мазепи, доньці (від першого шлюбу) його дружини Ганни. Отже, родинний союз міг скріпити і ділові, й політичні інтереси Івана Мазепи з Леонтієм Свічкою.
Відстоюючи інтереси полку, добре прислужився гетьману Мазепі, який підозрював в опозиційності переяславського полковника Леонтія Полуботка. У російській столиці лубенський полковник порушив питання про незаконність володіння переяславського полковника. Загарбання лубенських земель Леонтієм Полуботком після розслідування було визнане незаконним. Перемога Свічки дуже посилила його позиції й додала безперечного авторитету серед полчан. Про згадане свідчить документ за 1689 рік: 
| «Мы, Петр Барщевский, протопоп пирятинский, Андрей Гладкий сотник пирятинский, Тимофей Курыченко, атаман городовой, Семен Кавельский, войт, Марко и Федор, бурмистры зо всіми міщанами пирятинскими гди пришлисмо с поклоном до его мил. П. Леонтия Свічки, полковника лубенскаго, дякуючи его милости п. полковникови за его добродійство, иж правуючися с п. Леонтіем Полуботком у Москві, отстоял степь аж из Сухою Оржицею до своего полку лубенскаго, сотни пирятинской, который п. Полуботок и Сухую Оржицу хотіл отьїхать до полку переяславскаго. И мы тое всі вольными голосами говорили п. полковникови, же вольно ему який хотя себі узяти степь для кошеня сіна; он теди п. Леонтій Свічка полковник, не хотячи себі дармо ничего взяти у посессию свою, дал двісти талерей грошей доброй монеты за Сухую Оржицу, почавши от шляху, который идет на село Коломійцьі аж у вершині самой Оржици Сухой с принадлежащими к ней пологами, аж до яру кушченнаго Кононовскаго, который тягнет над самую Шелезавку и за селище Малютинское, на котором селиці вольно его милости п. полковнику Леонтію Свічці осадити людей, яко на своем власном, купленном грунті». |
Леонтій Свічка був у числі тих, хто їздив з Мазепою у 1689 за викликом Василя Голіцина до Москви. Гетьман посилав його і в серпні 1690 до царів з певними дорученнями. Найімовірніше, лубенський полковник розвідував у російській столиці, як просувається розслідування справи Соломона, чи є небезпечні моменти у ній для гетьмана. Лубенський полк за правління Леонтія брав участь у Другому Кримському поході, героїчному взятті Азова, багатьох військових операціях проти ординців.
1696 гетьман докоряв Свічці, що той, проігнорувавши вказівки гетьманської столиці, не вийшов з Лубен для розвідування намірів татар, які підійшли до Голтви: 
| «Знати, же велыка ваша милость памятаеш евангельское слово и тому приліжно послідуеш, идіже есть сокровище ваше, тамо будет и душа ваша Домышляемся мы, же лшого ваша милость животных своих в Лубнях зложил сокровищ, а при них и душу свою увязуеш так моцно, же не хочется вашей милости и на, ку обороні отчизны, ити службу, з яких мір и вимовки перед нами в той мірі винаходиш; а так мы вашей милости упевняєм, же тих всіх сокровищ ваших, за нашим до Лубян прибытем, устережемо и додержим вашей милости в цілости, тилько по правді ознайми нам, гді що сложено». |
За це не був позбавлений сану полковника, що свідчить про повну довіру гетьмана.
Здоров’я його погіршилось у 1699, і 4 серпня того ж року він склав заповіт. Помер Леонтій Свічка 5 серпня  1699 в Пирятині. 
Наступником його на Лубенському полковому уряді став Дмитро Зеленський. 

## Вшанування пам'яті
У селі Скоробагатьки вулицю 1 Травня перейменували на честь Леонтія Свічки.